# Svetlana Vargánova
Svetlana Vargánova (San Petersburgo, Unión Soviética, 19 de noviembre de 1964) es una nadadora soviética retirada especializada en pruebas de estilo braza, donde consiguió ser subcampeona olímpica en 1980 en los 200 metros.

## Carrera deportiva
En los Juegos Olímpicos de Moscú 1980 ganó la medalla de plata en los 200 metros estilo braza, con un tiempo de 2:29.61 segundos, tras su compatriota Lina Kačiušytė  que batió el récord olímpico con 2:29.54 segundos, y por delante de la también soviética Yuliya Bogdanova  (bronce con 2:32.39 segundos).